# Sky Studios
Sky Studios è una casa di produzione fondata da Sky nel 2019. Produce contenuti di tutti i generi con un focus su drama e comedy.
Sky Studios produce prevalentemente per i canali Sky inglesi, tedeschi e italiani.

## Sky Studios Elstree
Sky nel dicembre del 2019 annuncia   l'inizio dei lavori di costruzione degli Sky Studios Elstree in collaborazione con NBC e Universal, entrambe di proprietà di Comcast come Sky. La struttura sarà costruita a Rowley Lane, situata vicino agli esistenti Elstree Studios. È previsto che gli studios vengano inaugurati nel 2022 e all'interno verranno prodotti gli Sky Original e alcune produzioni televisive e cinematografiche per NBCUniversal.

## Produzioni originali

### Serie TV
- A casa tutti bene - La serie (2021-in corso)
- Babylon Berlin (2017-2022)
- Blocco 181 (2022-in corso)
- Britannia (2018-2021)
- Das Boot (2018-2023)
- Call My Agent - Italia (2023-in corso)
- Christian (2022-in corso)
- Cobra - Unità anticrisi (2020-2023)
- La costa del crimine (2023)
- The Day of the Jackal (2024-in corso)
- A Discovery of Witches - Il manoscritto delle streghe (2018-2022)
- Diavoli (2020-2022)
- Domina (2021-2023)
- Drift - Partners in Crime (2023)
- Funny Woman - Una reginetta in TV (2023-in corso)
- Gangs of London (2020-in corso)
- Hanno ucciso l'Uomo Ragno - La leggendaria storia degli 883 (2024-in corso)
- I Hate Suzie (2020-2022)
- Intergalactic (2021)
- Pagan Peak (2019-2023)
- Petra (2020-in corso)
- Progetto Lazarus (2022-2023)
- Il re (2022-in corso)
- The Rising - Caccia al mio assassino (2022)
- Romulus (2020-2022)
- Sweetpea (2024-in corso)
- L'ultimo boss di Kings Cross (2023-in corso)
- Il villaggio dei dannati (2022)
- ZeroZeroZero (2020)

### Miniserie TV
- Un amore (2024)
- Anna (2021)
- L'arte della gioia (2024)
- The Baby (2022)
- Django (2023)
- Dostoevskij (2024)
- Un'estate fa (2023)
- Hausen (2020)
- Helgoland 513 (2024)
- L'indice della paura (2022)
- Landscapers - Un crimine quasi perfetto (2021)
- Lockerbie - Attentato sul volo Pan Am 103 (2025)
- The Lovers (2023)
- M - Il figlio del secolo (2025)
- Mary & George (2024)
- Munich Games - Non fidarti di nessuno (2022)
- The New Pope (2020)
- Non ci resta che il crimine - La serie (2023)
- Paradiso (2022)
- Piedone - Uno sbirro a Napoli (2024)
- Professor Wolfe (2021)
- Souls - Tutte le vite che ricordi (2022)
- Speravo de morì prima (2021)
- Il tatuatore di Auschwitz (2024)
- The Third Day (2020)
- Then You Run (2023)
- This England (2022)
- Two Weeks to Live (2020)
- Unwanted - Ostaggi del mare (2023)
- We Are Who We Are (2020)